# 梅拉河 (波河流域)
梅拉河（Mera）是歐洲的河流，流經瑞士和意大利，河道全長50公里，平均流量每秒20.3立方米，發源自阿爾卑斯山脈，最終在傑拉拉廖注入科莫湖。